# Manfred Straka
Manfred Straka (* 28. November 1911 in Przemyśl; † 5. Januar 1990 in Graz) war ein österreichischer Historiker.

## Leben und Wirken
Manfred Straka besuchte nach der Übersiedlung seiner Familie ab 1918 die Schule in Graz. Nach seiner Reifeprüfung studierte er Geschichte und Geographie an der Universität Graz und promovierte dort 1934 zum Dr. phil. und legte zugleich die Staatsprüfung für den höheren Schuldienst ab. Anschließend trat er in Graz als Lehrer für Geschichte und Geographie in den Schuldienst. Während des Zweiten Weltkriegs  war Straka Soldat, habilitierte sich jedoch zwischenzeitlich an der Universität Graz und war kurze Zeit Direktor eines Gymnasiums in Maribor. Nach dem Krieg war er dann wieder als Lehrer tätig, seit 1956 an der Höheren Bundeslehranstalt für Frauenberufe.
Seine wissenschaftliche Tätigkeit entfaltete Straka vor allem im Rahmen des Historischen Vereins für Steiermark. Seit 1971 arbeitete er im Auftrag der Landesregierung als Geschäftsführer der Historischen Landeskommission am Historischen Atlas der Steiermark. Neben der Kartographie beschäftigte sich Straka mit geschichtlichen Themen der Steiermark und mit der Geschichte von Volksgruppen und Minderheiten.
Im Jahre 1980 ernannte ihn die Universität Graz zum Honorarprofessor für „Thematische Kartographie und Schulkartographie“.
Von seinen Veröffentlichungen ist besonders das von ihm bearbeitete und umfangreiche „Handbuch der europäischen Volksgruppen“ hervorzuheben.

## Veröffentlichungen (Auswahl)
- Das neue Kroatien. In: Zeitschrift für Erdkunde, Bd. 10 (1942), H. 5, S. 253–335.

- Die Pfarrenzählung des Jahres 1782 in der Steiermark (= Beiträge zur Erforschung steirischer Geschichtsquellen, N.F., Bd. 16). Selbstverl. des Historischen Vereines für Steiermark, Graz 1961.
- Deutsche in aller Welt. Siedlungsräume, Volkszahlen, Kartenbilder, Geschichts- und Gedenktage (= Eckart-Schriften, Bd. 6). Österreichische Landsmannschaft, Wien 1961.
- Die Rekrutierung für den Siebenjährigen Krieg aus der Steiermark. In: Zeitschrift des Historischen Vereins für Steiermark, Bd. 65 (1965), S. 43–61.
- (Hrsg.): Johann Wilhelm Mannhardt / Beiträge zur Volkswissenschaft. Aufsätze und Reden. G. Fischer, Stuttgart 1965.
- Zur Methodik der historischen Demographie am Beispiel der Steiermark. In: Franz Hieronymus Riedl (Hrsg.): Humanitas ethnica. Menschenwürde, Recht und Gemeinschaft. Festschrift für Theodor Veiter. Braumüller, Wien 1967, S. 111–129.
- (Bearb.): Handbuch der europäischen Volksgruppen (= Ethnos, Bd. 8). Braumüller, Wien 1970.
- Die Untersteiermark in Geschichte und Gegenwart. In: Theodor Veiter (Hrsg.): Volkstum zwischen Moldau, Etsch und Donau. Festschrift für Franz Hieronymus Riedl. Braumüller, Wien 1971, S. 63–74, ISBN 3-7003-0007-7.
- (Hrsg.): Johann Wilhelm Mannhardt / Volk und Staat. Braumüller, Wien 1973, ISBN 3-7003-0050-6.
- (Mitarb.): Atlas zur Geschichte des steirischen Bauerntums (= Veröffentlichungen des Steiermärkischen Landesarchives, Bd. 8). Akad. Druck- u. Verlagsanst., Graz 1976, ISBN 3-201-01001-4.
- Verwaltungsgrenzen und Bevölkerungsentwicklung in der Steiermark 1770–1850 (= Historischer Atlas der Steiermark, T. 1). Selbstverl. d. Histor. Landeskomm. f. Steiermark, Graz 1978.
- Untersteiermark. Unvergessene Heimat (= Eckart-Schriften, Bd. 76). Österreichische Landsmannschaft, Wien 1980.